# Everton Football Club 2010-2011
Questa voce raccoglie le informazioni riguardanti l'Everton Football Club nelle competizioni ufficiali della stagione 2010-2011.

## Stagione
La stagione 2010-2011 è la 19ª stagione consecutiva di Premier League, su altrettante edizioni, e la 57° consecutiva in massima serie per l'Everton, nonché l'ottava con David Moyes alla guida della prima squadra.
Per quanto riguarda le competizioni ufficiali, invece, l'Everton comincia la propria stagione di Premier League il 14 agosto 2010, in trasferta contro il Blackburn, e la conclude il 22 maggio 2011, in casa contro il Chelsea. In Coppa di Lega, entra al Secondo Turno, giocando contro l'Huddersfield Town, per poi uscire al turno successivo, disputato contro il Brentford. In FA Cup, dopo aver pescato al Terzo Turno lo Scunthorpe United, l'Everton prosegue la propria corsa fino al Quinto Turno, laddove viene eliminato dal Reading. Per la prima volta dalla stagione 2006-2007, il Club non disputa alcuna competizione internazionale.
Il 30 aprile 2010, sul proprio sito ufficiale, l'Everton comunica di aver trovato l'accordo per preparare l'inizio della stagione 2010-2011 di Premier League con una serie di incontri amichevoli in Australia. A questi si aggiungono altri 4 match di pre-season, la quale si conclude il 7 agosto con un'amichevole esterna sul campo dei tedeschi del Wolfsburg.

### Competizioni ufficiali
La stagione di Premier League si apre ufficialmente il 14 agosto, con la trasferta a Ewood Park contro il Blackburn di Sam Allardyce. A seguito di un errore del portiere statunitense Tim Howard, subito difeso da Moyes nel post-partita e nei giorni successivi, Nikola Kalinić consegna ai Rovers la prima vittoria stagionale. Il primo punto della stagione dei Toffees arriva alla seconda giornata, al termine di un pareggio per 1-1 contro il Wolverhampton, nel quale a segnare il primo gol del Club in competizioni ufficiali è Tim Cahill. Il 25 agosto i Toffees aprono anche la loro stagione nelle coppe nazionali, imponendosi per 5-1 sull'Huddersfield Town nel secondo turno di Coppa di Lega, grazie alle reti di Rodwell, Fellaini, Beckford (al primo centro in competizioni ufficiali con la maglia royal blue), Saha e Osman. L'agosto dell'Everton si chiude con una sconfitta per 1-0 maturata sul campo dell'Aston Villa. Nonostante la buona prestazione offerta, i Toffees vengono puniti dal primo gol dopo 22 mesi di astinenza di Ashley Young, il quale condanna la squadra di Moyes alla peggior partenza in campionato degli ultimi dieci anni.
Al rientro in campo dopo la sosta per le qualificazioni a UEFA Euro 2012, il 12 settembre, l'Everton ospita il Manchester United di Sir Alex Ferguson. In una delle partite più divertenti della stagione, i Toffees vanno avanti 1-0 grazie alla rete di Steven Pienaar, prima di subire il pareggio e poi le reti del sorpasso dai gol di Dimitar Berbatov, Darren Fletcher e Nemanja Vidić. L'Everton segna però due volte nel recupero del secondo tempo (Cahill e Arteta) per il 3-3 finale. Nel turno successivo, i Toffees sono incapaci di mettere in campo lo stesso spirito combattivo e, infatti, capitolano contro il Newcastle a causa del solo gol di Hatem Ben Arfa. Il 21 settembre, i Toffees escono anche dalla Coppa di Lega, venendo sconfitti ai calci di rigore dal Brentford, squadra di terza serie. Inutili, nel corso della serata, la prima rete stagionale di Coleman e il penalty parato dallo slovacco Jan Mucha durante i tempi regolamentari: gli errori di Beckford e Jagielka dal dischetto costano all'Everton una prematura uscita di scena dalla competizione. Settembre si chiude con un altro pareggio, questa volta in trasferta contro il Fulham a Craven Cottage (0-0), il quale rende l'Everton l'unica squadra tra tutte e quattro le divisioni professionistiche inglesi a non aver ancora centrato una vittoria in campionato. Di conseguenza, i Toffees siedono anche all'ultimo posto della classifica di Premier League, all'ingresso nella seconda pausa per le nazionali della stagione.
L'Everton comincia il suo ottobre con la trasferta di St Andrew's, laddove raccoglie il primo successo stagionale, imponendosi per 2-0 (autogol di Roger Johnson e rete di Cahill) e interrompendo così la striscia di 18 risultati utili consecutivi in casa del Birmingham City in Premier League. Al rientro dall'international break, i Toffees ospitano il Liverpool nel 214º Merseyside Derby della storia, il primo per i nuovi proprietari dei Reds John W. Henry e Tom Werner. Nonostante un minor possesso e meno occasioni create, l'Everton si impone per 2-0, grazie alle reti di Cahill, che diventa il miglior del Club nel Derby dal dopoguerra, e di Mikel Arteta. La settimana successiva, gli uomini di Moyes vanno in trasferta a White Hart Lane, laddove ottengono un punto, figlio di un pareggio per 1-1 (rete di Baines) contro il Tottenham. Con la vittoria del turno successivo di campionato sullo Stoke City (1-0 firmato Yakubu), i Toffees entrano per la prima volta in stagione nella parte sinistra della graduatoria e fanno sì che David Moyes, grazie allo straordinario mese di ottobre appena chiuso, venga premiato col trofeo di "Manager of the Month" dalla Premier League.
Il primo match di novembre arriva a Bloomfield Road, dove l'Everton recupera due volte lo svantaggio e porta a casa un punto, in virtù del 2-2 conclusivo. A segnare per i Toffees sono Tim Cahill, al 50° gol in carriera in Premier League, e Séamus Coleman, che aveva trascorso i sei mesi precedenti proprio al Blackpool, aiutando i Tangerines ad ottenere la loro storica promozione in massima serie. Nel primo turno infrasettimanale della stagione, l'Everton ospita il Bolton e domina l'incontro fino alla rete ospite firmata da Ivan Klasnić e alla successiva espulsione comminata a Marouane Fellaini. A pareggiare il match per i Toffees ci pensa Jermaine Beckford che, al quarto minuto di recupero, firma la rete del definitivo 1-1. Nel weekend, invece, a Goodison Park arriva l'Arsenal che conquista i tre punti vincendo per 2-1. La giornata successiva, invece, vede l'Everton di scena allo Stadium of Light, dove un Sunderland coriaceo mette in seria difficoltà i Toffees. Dopo la rete in apertura di Cahill, i Black Cats pareggiano prima e passano in vantaggio poi grazie alla doppietta di Danny Welbeck. Mikel Arteta trova la rete del definitivo 2-2, grazie ad un tiro dai 20 metri deviato dallo sfortunato Phil Bardsley. Il novembre dell'Everton si chiude nel peggiore dei modi: a Goodison Park arriva il West Brom e la squadra delle Midlands non perdona i padroni di casa, imponendosi addirittura per 4-1. A limitare il passivo per i Toffees è ancora una volta Cahill, arrivato già a 8 gol stagionali, che per la sesta volta in stagione segna su assist di Leighton Baines.
Dicembre comincia con una discesa dei Toffees nella capitale e precisamente a Stamford Bridge, dove il Chelsea passa in vantaggio grazie ad un rigore di Drogba, ma viene ripreso dal colpo di testa di Beckford a quattro minuti dalla fine, che congela il risultato sull'1-1. L'11 dicembre l'Everton riceve la visita del Wigan e porta a casa l'ennesimo pareggio della stagione, questa volta non andando oltre lo 0-0. Dopo ben sette turni consecutivi senza vincere, i Toffees tornano al successo imponendosi per 2-1 nel prestigioso confronto di Etihad contro i futuri campioni del Manchester City. Il vantaggio arriva nei primi 20 minuti, grazie alle reti di Cahill e Baines, e viene mantenuto nonostante l'espulsione di Victor Anichebe e l'autogol di Jagielka che non prevengono l'Everton dal portare a casa tre preziosi punti. Il turno successivo di campionato, quello del Boxing Day, laddove i Toffees avrebbero dovuto scendere in campo contro il Birmingham, viene rinviato a causa delle pessime condizioni climatiche, facendo sì che la successiva gara di Premier League dell'Everton fosse il pareggio per 1-1 maturato in casa del West Ham (gol di Coleman a rispondere all'autorete di Tony Hibbert). Questa partita è anche l'ultima dell'Everton nell'anno solare 2010 chiuso così al momentaneo 11º posto in classifica con 22 punti in 19 partite giocate (solo a +3 sulla zona retrocessione però).
Il nuovo anno dell'Everton comincia con un'insidiosa trasferta al Britannia Stadium, laddove i Toffees fanno visita ad uno Stoke City che non lascia scampo agli uomini di Moyes e si impone col punteggio di 2-0. I successivi due incontri, però, sono forieri di ottimi risultati per i Toffees: il 5 gennaio, infatti, l'Everton vince la sua partita di campionato contro il Tottenham per 2-1 (reti di Saha e Coleman a rispondere al gol di Rafael van der Vaart), mentre tre giorni dopo rifila un rotondo 5-1 allo Scunthorpe United nel terzo turno di FA Cup. Proprio la sfida di Glanford Park, uscita dal sorteggio del 28 novembre precedente, è stata soltanto la terza tra i due club nella storia, dopo un doppio confronto vinto dall'Everton per 6-0 nella Coppa di Lega 1997-1998. Dopo la classica pausa invernale, che chiude il sempre spettacolare ciclo di partite a cavallo tra Natale e San Silvestro, i Toffees tornano in scena nel 215º Derby della Mersey contro il Liverpool, e portano a casa un 2-2 (reti di Distin e Beckford nel secondo tempo) che permette di rimanere così imbattuti nella stracittadina per tutta la stagione 2010-2011.
Le successive tre gare vedono i Toffees impegnati in altrettanti confronti con squadre londinesi: il 22 gennaio a Goodison Park arriva il West Ham, fermato sul 2-2 da un gol di Marouane Fellaini nel recupero del secondo tempo; sette giorni dopo, invece, l'Everton è di scena nel quarto turno di FA Cup contro il Chelsea, partita che viene portata al replay, da disputarsi a Stamford Bridge, grazie alle reti di Saha e Salomon Kalou; il 1º febbraio, infine, i ragazzi di Moyes giocano all'Emirates contro l'Arsenal e cadono per 2-1 nonostante il vantaggio iniziale segnato dallo stesso Louis Saha.
Al ritorno a Liverpool, i Toffees ospitano il Blackpool nella sfida più divertente dell'anno. Protagonista assoluto è ancora Saha, decisamente nel momento migliore della sua stagione, autore di un poker personale, che si aggiunge alla rete di Jermaine Beckford, utile per avere la meglio dei Tangerines (5-3 il risultato finale). Il 13 febbraio, invece, l'Everton cade nella trasferta col Bolton (0-2), in quella che si rivela essere l'unica sconfitta in campionato dall'inizio del mese e fino al 23 aprile successivo.
Il replay di FA Cup regala all'Everton una grande soddisfazione: dopo l'1-1 maturato nel corso dei tempi supplementari (reti di Lampard e Baines), i ragazzi in royal blue accedono al turno successivo imponendosi col totale di 5-4 ai calci di rigore (decisivo il centro di Phil Neville e il contemporaneo errore di Ashley Cole) ed estromettendo la squadra di Carlo Ancelotti. A sorpresa, però, l'Everton perde al turno successivo, venendo fermato dal Reading a Goodison Park (0-1, gol di Matthew Mills) e chiudendo così il 1º marzo la sua stagione per quanto riguarda le coppe nazionali.
Febbraio si chiude col successo sul Sunderland (2-0, doppietta di Beckford) e anche il mese successivo si apre con una bella vittoria contro una squadra del North East, il Newcastle (2-1 alla Sports Direct Arena, con reti di Osman e Jagielka). Il 9 marzo, poi, l'Everton recupera la sfida col Birmingham che non si era potuta disputare nel Boxing Day e impatta per 1-1, grazie alla prima rete in stagione dell'olandese John Heitinga.
Dopo il pari coi Bluenoses, i Toffees portano a casa tre successi nelle successive quattro partite: alle vittorie casalinghe con Fulham (2-1, gol di Coleman e Saha) e Blackburn (2-0, reti di Osman e Baines su rigore), si aggiungono il pari con l'Aston Villa (2-2 con gli stessi marcatori della sfida contro i Rovers) e il rotondo successo esterno sul campo del Wolverhampton (0-3, grazie ai gol di Beckford, Neville e Diniyar Bilyaletdinov). Con questi 10 punti l'Everton si rilancia nelle zone alte della classifica e arriva a contendersi le posizioni europee con le cosiddette Big Six.
Il 23 aprile, l'Everton colleziona la sua quarta sconfitta nel girone di ritorno, cadendo per 1-0 ad Old Trafford contro il Manchester United, a causa di un gol di Javier Hernández a 6 minuti dalla fine. Anche il pareggio successivo contro il Wigan (1-1, rigore di Baines e gol dell'ex per lui) concorre a fare nuovamente allontanare i Toffees dai primi cinque posti della graduatoria.
Alla 36ª giornata, i Toffees ospitano, nella penultima partita casalinga della stagione, il Manchester City e, come nella gara d'andata, si impongono per 2-1, questa volta grazie ai gol di Sylvain Distin (ex dell'incontro) e Leon Osman. La settimana successiva arriva l'ultima sconfitta stagionale, contro il West Brom (0-1), la quale costringe l'Everton ad accontentarsi del settimo posto finale.
Nell'ultima partita della stagione i ragazzi di Moyes si impongono ancora una volta sul Chelsea (1-0, gol Beckford), nonostante l'inferiorità numerica con la quale sono stati costretti a convivere per gli ultimi 40'. Davanti a 40.127 spettatori, record stagionale tra tutte le competizioni, la squadra chiude il campionato al settimo posto. In maniera molto beffarda, i Toffees non ottengono (al pari degli eterni rivali del Liverpool) la qualificazione ad alcuna competizione europea per via dei seguenti risultati: il Birmingham City, nonostante la retrocessione in Championship, accede ai play-off di Europa League grazie alla vittoria della Coppa di Lega; lo Stoke City ottiene la qualificazione al terzo turno preliminare della stessa competizione per via della finale di FA Cup (persa poi contro il Manchester City, già qualificato alla Champions League in virtù del piazzamento in campionato); e il Fulham accede al primo turno preliminare in virtù del miglior posizionamento nel UEFA Fair Play ranking.
La stagione si conclude quindi con un 7º posto finale in Premier League, a quota 54 punti, un terzo turno in Coppa di Lega e un quinto turno di FA Cup, per un totale di 44 partite e 16 vittorie. Miglior giocatore della stagione, oltre che Players' Player of the Season, viene nominato Leighton Baines, presente, al pari di Sylvain Distin, in tutte le gare stagionali e protagonista con 7 reti e 12 assist tra tutte le competizioni.

## Maglie e sponsor
Anche per la stagione 2010-2011, l'azienda che veste la squadra è la francese Le Coq Sportif. Main sponsor, ancora una volta, è il marchio di birra thailandese Chang Beer. A differenza della stagione precedente, la maglia casalinga dei Toffees è priva di particolari decorazioni, essendo completamente in tinta royal blue senza alcuna aggiunta (come invece era stato nel 2009-2010). La seconda maglia, invece, è completamente diversa: la base è in uno sgargiante lightning pink (che è anche il nome ufficiale con cui lo sponsor presenta la divisa), al quale so aggiunge una banda nera all'altezza del logo del Club e dello stesso marchio di abbigliamento. Le Coq Sportif presenta anche un terzo completo per la squadra, chiamato vanilla, laddove la maglia è appunto in color vaniglia, mentre i pantaloncini sono in un leggero color indaco. Infine, vengono presentate anche due maglie per i portieri, una per le partite in casa e l'altra per le trasferte. La divisa casalinga è colorata con tre diverse tonalità di verde, mentre quella da trasferta è quasi completamente nera, ad eccezione di una banda sul petto di color bianco/giallo.

## Rosa
Rosa aggiornata al 20 maggio 2011.
| N. |                        | Ruolo | Calciatore              |
| -- | ---------------------- | ----- | ----------------------- |
| 1  | Slovacchia (bandiera)  | P     | Jan Mucha               |
| 2  | Inghilterra (bandiera) | D     | Tony Hibbert            |
| 3  | Inghilterra (bandiera) | D     | Leighton Baines         |
| 5  | Paesi Bassi (bandiera) | D     | John Heitinga           |
| 6  | Inghilterra (bandiera) | D     | Phil Jagielka           |
| 7  | Russia (bandiera)      | C     | Diniyar Bilyaletdinov   |
| 8  | Francia (bandiera)     | A     | Louis Saha              |
| 10 | Spagna (bandiera)      | C     | Mikel Arteta            |
| 11 | Inghilterra (bandiera) | A     | James Vaughan           |
| 15 | Francia (bandiera)     | D     | Sylvain Distin          |
| 16 | Inghilterra (bandiera) | A     | Jermaine Beckford       |
| 17 | Australia (bandiera)   | C     | Tim Cahill              |
| 18 | Inghilterra (bandiera) | D     | Phil Neville (capitano) |
| 19 | Francia (bandiera)     | C     | Magaye Gueye            |

| N. |                        | Ruolo | Calciatore        |
| -- | ---------------------- | ----- | ----------------- |
| 20 | Sudafrica (bandiera)   | C     | Steven Pienaar    |
| 21 | Inghilterra (bandiera) | C     | Leon Osman        |
| 22 | Nigeria (bandiera)     | A     | Yakubu            |
| 22 | Inghilterra (bandiera) | D     | Eric Dier         |
| 23 | Irlanda (bandiera)     | D     | Séamus Coleman    |
| 24 | Stati Uniti (bandiera) | P     | Tim Howard        |
| 25 | Belgio (bandiera)      | C     | Marouane Fellaini |
| 26 | Inghilterra (bandiera) | C     | Jack Rodwell      |
| 27 | Grecia (bandiera)      | A     | Apostolos Vellios |
| 28 | Nigeria (bandiera)     | A     | Victor Anichebe   |
| 30 | Germania (bandiera)    | D     | Shkodran Mustafi  |
| 33 | Inghilterra (bandiera) | C     | Adam Forshaw      |
| 34 | Irlanda (bandiera)     | D     | Shane Duffy       |
| 37 | Inghilterra (bandiera) | C     | Jose Baxter       |

## Calciomercato

### Sessione estiva(dal 01/07 al 31/08)
| Acquisti         | Acquisti          | Acquisti       | Acquisti           |
| R.               | Nome              | da             | Modalità           |
| ---------------- | ----------------- | -------------- | ------------------ |
| P                | Jan Mucha         | Legia Varsavia | gratuito           |
| A                | Jermaine Beckford | Leeds          | gratuito           |
| C                | Magaye Gueye      | Strasburgo     | definitivo (£1mln) |
| C                | João Silva        | Aves           | definitivo         |
| Altre operazioni |                   |                |                    |
| R.               | Nome              | da             | Modalità           |
| A                | Apostolos Vellios | Iraklis        | prestito           |

| Cessioni         | Cessioni         | Cessioni   | Cessioni   |
| R.               | Nome             | a          | Modalità   |
| ---------------- | ---------------- | ---------- | ---------- |
| P                | John Ruddy       | Norwich    | definitivo |
| C                | Dan Gosling      | Newcastle  | definitivo |
| P                | Carlo Nash       | Stoke City | gratuito   |
| A                | Lukas Jutkiewicz | Coventry   | definitivo |
| Altre operazioni |                  |            |            |
| R.               | Nome             | a          | Modalità   |
| D                | Joseph Yobo      | Fenerbahçe | prestito   |
| P                | Iain Turner      | Coventry   | prestito   |

### Sessione invernale(dal 01/01 al 31/01)
| Acquisti         | Acquisti        | Acquisti     | Acquisti             |
| R.               | Nome            | da           | Modalità             |
| ---------------- | --------------- | ------------ | -------------------- |
| C                | Araz Abdullayev | Neftchi Baku | definitivo           |
| P                | Iain Turner     | Coventry     | rientro dal prestito |
| Altre operazioni |                 |              |                      |
| R.               | Nome            | da           | Modalità             |
| D                | Eric Dier       | Sporting CP  | prestito             |

| Cessioni         | Cessioni        | Cessioni        | Cessioni   |
| R.               | Nome            | a               | Modalità   |
| ---------------- | --------------- | --------------- | ---------- |
| C                | Steven Pienaar  | Tottenham       | definitivo |
| A                | James Vaughan   | Crystal Palace  | definitivo |
| Altre operazioni |                 |                 |            |
| R.               | Nome            | a               | Modalità   |
| A                | Yakubu          | Leicester       | prestito   |
| A                | Kieran Agard    | Kilmarnock      | prestito   |
| P                | Iain Turner     | Preston         | prestito   |
| C                | João Silva      | União de Leiria | prestito   |
| D                | Shane Duffy     | Burnley         | prestito   |
| C                | Araz Abdullayev | Neftchi Baku    | prestito   |

## Risultati

### Premier League
| Arbitro: | Phil Dowd (Staffordshire) |

|             |           |  |
| Kalinić 14’ | Marcatori |  |

| Arbitro: | Lee Mason (Greater Manchester) |

|            |           |                  |
| Cahill 43’ | Marcatori | Ebanks-Blake 74’ |

| Arbitro: | Mike Jones (Cheshire) |

|             |           |  |
| L. Young 9’ | Marcatori |  |

| Arbitro: | Martin Atkinson (South Yorkshire) |

|                                       |           |                                     |
| Pienaar 39’ Cahill 90+1’ Arteta 90+2’ | Marcatori | Fletcher 43’ Vidić 47’ Berbatov 66’ |

| Arbitro: | Andre Marriner (West Midlands) |

|  |           |              |
|  | Marcatori | Ben Arfa 45’ |

| Londra 25 settembre 2010, ore 15:00 BST 6ª giornata | Fulham                        | 0 – 0 referto | Everton | Craven Cottage (25 598 spett.)\| Arbitro: \| Howard Webb (South Yorkshire) \| |
| Arbitro:                                            | Howard Webb (South Yorkshire) |               |         |                                                                               |

| Arbitro: | Phil Dowd (Staffordshire) |

|  |           |                                 |
|  | Marcatori | Johnson 54’ (aut.) Cahill 90+3’ |

| Arbitro: | Howard Webb (South Yorkshire) |

|                       |           |  |
| Cahill 34’ Arteta 50’ | Marcatori |  |

| Arbitro: | Mike Jones (Cheshire) |

|                   |           |            |
| van der Vaart 20’ | Marcatori | Baines 17’ |

| Arbitro: | Lee Probert (Wiltshire) |

|            |           |  |
| Yakubu 67’ | Marcatori |  |

| Arbitro: | Andre Marriner (West Midlands) |

|                         |           |                        |
| Eardley 10’ Vaughan 48’ | Marcatori | Cahill 13’ Coleman 50’ |

| Arbitro: | Phil Dowd (Staffordshire) |

|                |           |             |
| Beckford 90+4’ | Marcatori | Klasnić 79’ |

| Arbitro: | Howard Webb (South Yorkshire) |

|            |           |                        |
| Cahill 89’ | Marcatori | Sagna 36’ Fàbregas 48’ |

| Arbitro: | Peter Walton (Northamptonshire) |

|                  |           |                      |
| Welbeck 23’, 70’ | Marcatori | Cahill 6’ Arteta 83’ |

| Arbitro: | Lee Mason (Greater Manchester) |

|            |           |                                               |
| Cahill 42’ | Marcatori | Scharner 16’ Brunt 26’ Tchoyi 76’ Mulumbu 87’ |

| Arbitro: | Lee Probert (Wiltshire) |

|                   |           |              |
| Drogba 42’ (rig.) | Marcatori | Beckford 86’ |

| Liverpool 11 dicembre 2010, ore 15:00 GMT 17ª giornata | Everton                         | 0 – 0 referto | Wigan | Goodison Park (32 853 spett.)\| Arbitro: \| Michael Oliver (Northumberland) \| |
| Arbitro:                                               | Michael Oliver (Northumberland) |               |       |                                                                                |

| Arbitro: | Peter Walton (Northamptonshire) |

|              |           |                      |
| Y. Touré 72’ | Marcatori | Cahill 4’ Baines 19’ |

| Arbitro: | Peter Walton (Northamptonshire) |

|              |           |                |
| Heitinga 35’ | Marcatori | Beausejour 17’ |

| Arbitro: | Howard Webb (South Yorkshire) |

|                    |           |             |
| Hibbert 16’ (aut.) | Marcatori | Coleman 42’ |

| Arbitro: | Andre Marriner (West Midlands) |

|                               |           |  |
| Jones 23’ Jagielka 69’ (aut.) | Marcatori |  |

| Arbitro: | Lee Probert (Wiltshire) |

|                     |           |                   |
| Saha 3’ Coleman 75’ | Marcatori | van der Vaart 11’ |

| Arbitro: | Phil Dowd (Staffordshire) |

|                                 |           |                         |
| R. Meireles 29’ Kuyt 68’ (rig.) | Marcatori | Distin 46’ Beckford 52’ |

| Arbitro: | Peter Walton (Northamptonshire) |

|                                  |           |                           |
| Bilyaletdinov 77’ Fellaini 90+1’ | Marcatori | Spector 26’ Piquionne 84’ |

| Arbitro: | Lee Mason (Greater Manchester) |

|                            |           |          |
| Arshavin 70’ Koscielny 75’ | Marcatori | Saha 24’ |

| Arbitro: | Kevin Friend (Leicestershire) |

|                                      |           |                                    |
| Saha 20’, 47’, 76’, 84’ Beckford 80’ | Marcatori | Baptiste 37’ Puncheon 62’ Adam 64’ |

| Arbitro: | Lee Probert (Wiltshire) |

|                             |           |  |
| G. Cahill 10’ Sturridge 67’ | Marcatori |  |

| Arbitro: | Kevin Friend (Leicestershire) |

|                  |           |  |
| Beckford 8’, 39’ | Marcatori |  |

| Arbitro: | Howard Webb (South Yorkshire) |

|          |           |                        |
| Best 23’ | Marcatori | Osman 31’ Jagielka 36’ |

| Arbitro: | Michael Oliver (Northumberland) |

|                      |           |             |
| Coleman 36’ Saha 49’ | Marcatori | Dempsey 62’ |

| Arbitro: | Mike Jones (Cheshire) |

|                             |           |               |
| Osman 38’ Baines 83’ (rig.) | Marcatori | Bent 47’, 68’ |

| Arbitro: | Phil Dowd (Staffordshire) |

|  |           |                                               |
|  | Marcatori | Beckford 21’ P. Neville 39’ Bilyaletdinov 45’ |

| Arbitro: | Kevin Friend (Leicestershire) |

|                             |           |  |
| Osman 54’ Baines 75’ (rig.) | Marcatori |  |

| Arbitro: | Peter Walton (Northamptonshire) |

|                |           |  |
| Chicharito 84’ | Marcatori |  |

| Arbitro: | Lee Mason (Greater Manchester) |

|              |           |                   |
| N'Zogbia 21’ | Marcatori | Baines 78’ (rig.) |

| Arbitro: | Phil Dowd (Staffordshire) |

|                      |           |              |
| Distin 65’ Osman 72’ | Marcatori | Y. Touré 28’ |

| Arbitro: | Anthony Taylor (Manchester) |

|             |           |  |
| Mulumbu 10’ | Marcatori |  |

| Arbitro: | Peter Walton (Northamptonshire) |

|              |           |  |
| Beckford 74’ | Marcatori |  |

### FA Cup

#### Turni eliminatori
| Arbitro: | Kevin Friend (Leicestershire) |

|             |           |                                                          |
| Collins 46’ | Marcatori | Saha 4’ Beckford 33’ Coleman 58’ Fellaini 73’ Baines 83’ |

| Arbitro: | Howard Webb (South Yorkshire) |

|          |           |           |
| Saha 62’ | Marcatori | Kalou 75’ |

| Arbitro: | Phil Dowd (Staffordshire) |

|                                      |                      |                                            |
| Lampard 104’                         | Marcatori            | Baines 119’                                |
| Lampard Drogba Anelka Essien A. Cole | Tiri di rigore 3 – 4 | Baines Jagielka Arteta Heitinga P. Neville |

| Arbitro: | Andre Marriner (West Midlands) |

|  |           |           |
|  | Marcatori | Mills 26’ |

### Carling Cup

#### Turni eliminatori
| Arbitro: | Neil Swarbrick (Lancashire) |

|                                                                |           |                     |
| Fellaini 6’ Rodwell 13’ Beckford 49’ (rig.) Saha 76’ Osman 84’ | Marcatori | Heitinga 39’ (aut.) |

| Arbitro: | Michael Oliver (Northumberland) |

|                                   |                      |                                            |
| Alexander 41’                     | Marcatori            | Coleman 6’                                 |
| Weston Forster Spillane MacDonald | Tiri di rigore 4 – 3 | Baines P. Neville Arteta Beckford Jagielka |

## Statistiche

### Statistiche di squadra
Statistiche aggiornate al 25 maggio 2011.
| Competizione   | Punti        | In casa | In casa | In casa | In casa | In casa | In casa | In trasferta | In trasferta | In trasferta | In trasferta | In trasferta | In trasferta | Totale | Totale | Totale | Totale | Totale | Totale | DR  |
| Competizione   | Punti        | G       | V       | N       | P       | Gf      | Gs      | G            | V            | N            | P            | Gf           | Gs           | G      | V      | N      | P      | Gf     | Gs     | DR  |
| -------------- | ------------ | ------- | ------- | ------- | ------- | ------- | ------- | ------------ | ------------ | ------------ | ------------ | ------------ | ------------ | ------ | ------ | ------ | ------ | ------ | ------ | --- |
| Premier League | 54           | 19      | 9       | 7       | 3       | 31      | 23      | 19           | 4            | 8            | 7            | 20           | 22           | 38     | 13     | 15     | 10     | 51     | 45     | +6  |
| FA Cup         | Quinto Turno | 2       | 0       | 1       | 1       | 1       | 2       | 2            | 1            | 1            | 0            | 6            | 2            | 4      | 1      | 2      | 1      | 7      | 4      | +3  |
| League Cup     | Terzo Turno  | 1       | 1       | 0       | 0       | 5       | 1       | 1            | 0            | 1            | 0            | 1            | 1            | 2      | 1      | 1      | 0      | 6      | 2      | +4  |
| Totale         | 54           | 22      | 10      | 8       | 4       | 37      | 26      | 22           | 5            | 11           | 6            | 27           | 25           | 44     | 16     | 18     | 11     | 64     | 51     | +13 |

### Andamento in campionato
| Giornata  | 1  | 2  | 3  | 4  | 5  | 6  | 7  | 8  | 9  | 10 | 11 | 12 | 13 | 14 | 15 | 16 | 17 | 18 | 19 | 20 | 21 | 22 | 23 | 24 | 25 | 26 | 27 | 28 | 29 | 30 | 31 | 32 | 33 | 34 | 35 | 36 | 37 | 38 |
| --------- | -- | -- | -- | -- | -- | -- | -- | -- | -- | -- | -- | -- | -- | -- | -- | -- | -- | -- | -- | -- | -- | -- | -- | -- | -- | -- | -- | -- | -- | -- | -- | -- | -- | -- | -- | -- | -- | -- |
| Luogo     | T  | C  | T  | C  | C  | T  | T  | C  | T  | C  | T  | C  | C  | T  | C  | T  | C  | T  | C  | T  | C  | C  | T  | C  | T  | C  | T  | C  | T  | C  | C  | T  | C  | T  | T  | C  | T  | C  |
| Risultato | P  | N  | P  | N  | P  | N  | V  | V  | N  | V  | N  | N  | P  | N  | P  | N  | N  | V  | N  | N  | P  | V  | N  | N  | P  | V  | P  | V  | V  | V  | N  | V  | V  | P  | N  | V  | P  | V  |
| Posizione | 16 | 16 | 18 | 19 | 19 | 20 | 17 | 11 | 11 | 8  | 11 | 12 | 13 | 14 | 16 | 15 | 15 | 14 | 14 | 13 | 14 | 13 | 13 | 13 | 14 | 11 | 14 | 10 | 9  | 8  | 7  | 7  | 7  | 7  | 7  | 7  | 7  | 7  |

Legenda:

Luogo: C = Casa; T = Trasferta. Risultato: V = Vittoria; N = Pareggio; P = Sconfitta.